# 687 Tinette
687 Tinette
687 Tinette là một tiểu hành tinh ở vành đai chính. Nó được Johann Palisa phát hiện ngày 16.8.1909 ở Viên. Không biết rõ nguồn gố tên của nó